# KlimaZeit
KlimaZeit ist ein wöchentliches Magazin, das vom Südwestrundfunk produziert und auf tagesschau24, ARD alpha, HR-, SR- und SWR Fernsehen ausgestrahlt wird. Die Sendung bietet Hintergrundberichte, ordnet neueste Ergebnisse der Klimaforschung ein und informiert über klimarelevante Themen. Moderiert wird sie abwechselnd von Janina Schreiber und Katha Jansen. Weitere Moderatoren waren Jennifer Sieglar (HR 2022–2025), Tobias Koch (SWR; 2022–2024) und Thomas Ranft (HR; 2023–2025).
Die erste Ausgabe wurde am 4. November 2022 ausgestrahlt, passend zum Beginn der UN-Klimakonferenz in Scharm asch-Schaich. Die KlimaZeit wird freitags um 19:45 Uhr auf tagesschau24 gesendet und ist auch in der ARD Mediathek verfügbar. Einige Beiträge der KlimaZeit sind auch auf dem YouTube-Kanal der Tagesschau zu sehen.
Anfangs wurde die Sendung vom HR und vom SWR im wöchentlichen Wechsel produziert. Seit April 2025 liegt die Produktion ausschließlich beim SWR. In diesem Zuge wurde die Sendungsdauer von 30 auf 15 Minuten gekürzt.
Die Sendung beleuchtet nach eigenen Angaben politische Entscheidungen zum Klimaschutz kritisch und zeigt Lösungen auf, wie Verbraucher, Unternehmen und Kommunen aktiv werden können. Sie stützt sich dabei auf das ARD-Wetterkompetenzzentrum in Frankfurt am Main (HR) und die Umweltredaktion des SWR, die sich auf Klimathemen spezialisiert hat.